# Tonight Again
Tonight Again è un brano musicale interpretato dal cantante australiano Guy Sebastian e pubblicato nel 2015.
La canzone ha rappresentato l'Australia all'Eurovision Song Contest 2015 tenutosi a Vienna.

## Il brano
La canzone è stata scritta da Guy Sebastian con David Ryan Harris e Louis Schoorl ed è inserita nell'edizione europea dell'ottavo album in studio dell'artista, ossia Madness.
La produzione è stata curata da Louis Schoorl.
Nella manifestazione canora europea la canzone si è classificata al quinto posto finale con un totale di 196 punti.

## Tracce
Download digitale
1. Tonight Again – 3:23